# Wydział Farmaceutyczny Uniwersytetu Medycznego w Łodzi
Wydział Farmaceutyczny Uniwersytetu Medycznego w Łodzi – jedna z pięciu podstawowych jednostek organizacyjnych Uniwersytetu Medycznego w Łodzi.
W ramach Wydziału funkcjonują trzy oddziały: Oddział Medycyny Laboratoryjnej, Oddział Kosmetologii, i Oddział Kształcenia Podyplomowego. Jednostki organizacyjne Wydziału uczestniczą również w kształceniu studentów innych Wydziałów.

## Historia
Wydział Farmaceutyczny został powołany w 1945 r. rozporządzeniem Ministra Oświaty, jako jednostka Uniwersytetu Łódzkiego. W roku 1950, wraz z Wydziałem Lekarskim został włączony do nowo utworzonej uczelni – Akademii Medycznej. W 2002 roku stał się jednostką organizacyjną nowo powstałego Uniwersytetu Medycznego. W roku 1977 przy Wydziale Farmaceutycznym powołano Oddział Analityki Medycznej, przemianowany w 1998 r. na Oddział Medycyny Laboratoryjnej. W roku 1996 przy Wydziale Farmaceutycznym utworzono też Wyższe Zawodowe Studium Kosmetyczne (obecnie Oddział Kosmetologii Wydziału Farmaceutycznego). Wydział Farmaceutyczny jest jednostką organizacyjna należącą do Uniwersytetu Medycznego w Łodzi.

## Oddziały
Oddział Kosmetologii
Oddział Medycyny Laboratoryjnej

## Jednostki wydziałowe

### Katedra Biofarmacji
- Zakład Biofarmacji
- Zakład Farmacji Szpitalnej
- Zakład Farmakodynamiki

### Katedra Biologii Medycznej i Biotechnologii Farmaceutycznej
- Zakład Biotechnologii Farmaceutycznej
- Zakład Biologii Medycznej

### Katedra Bromatologii
- Zakład Bromatologii

### Katedra Chemii Bioorganicznej i Biokoordynacyjnej
- Zakład Chemii Bioorganicznej
- Zakład Chemii Fizycznej i Biokoordynacyjnej

### Katedra Chemii Farmaceutycznej
- Zakład Chemii Farmaceutycznej, Analizy Leków i Radiofarmacji

### Katedra Chemii Medycznej
- Zakład Chemii Analitycznej
- Zakład Chemii Bionieorganicznej
- Zakład Syntezy i Technologii Środków Leczniczych

### Katedra Diagnostyki Laboratoryjnej i Molekularnej
- Zakład Mikrobiologii Farmaceutycznej i Diagnostyki Mikrobiologicznej
- Zakład Diagnostyki Laboratoryjnej i Biochemii Klinicznej
- Zakład Mikrobiologii Farmaceutycznej i Diagnostyki Mikrobiologicznej

### Katedra Farmacji Stosowanej
- Zakład Farmacji Aptecznej
- Zakład Technologii Postaci Leku
- Pracownia Kosmetyki Farmaceutycznej

### Katedra Farmakognozji
- Zakład Farmakognozji
- Zakład Biologii i Botaniki Farmaceutycznej

### Katedra Kosmetologii
- Zakład Chemii Surowców Kosmetycznych
- Zakład Kosmetologii i Dermatologii Estetycznej

### Katedra Toksykologii
- Zakład Toksykologii

### Jednostki alokowane poza strukturą katedr
- Zwierzętarnia Wydziału Farmaceutycznego
- Zakład Matematyki

## Kierunki studiów na wydziale
- farmacja
- analityka medyczna
- kosmetologia

Ponadto Wydział posiada aktualne akredytacje do kształcenia podyplomowego w zakresie specjalizacji:
dla farmaceutów:
- Farmacja Kliniczna

dla diagnostów laboratoryjnych:
- Laboratoryjna Diagnostyka Medyczna
- Laboratoryjna Genetyka Medyczna
- Laboratoryjna Transfuzjologia  Medyczna
- Laboratoryjna Toksykologia Medyczna
- Laboratoryjna Cytomorfologia Medyczna

Specjalizacje w dziedzinach mających zastosowanie w ochronie zdrowia:
- Fizyka Medyczna
- Radiofarmacja

## Władze
Kadencja 2024–2028

### Dziekan
- prof. dr hab. n. med. Anna Kilanowicz-Sapota

### Prodziekani
- dr hab. n. farm. prof. uczelni Magdalena Markiewicz-Piasecka – Prodziekan ds. nauki
- dr hab. n. farm. prof. uczelni Bogusława Pietrzak – Prodziekan ds. Kierunku Farmacja
- dr hab. n. med. prof. uczelni Joanna Sikora – Prodziekan ds. Oddziału Medycyny Laboratoryjnej
- dr n.med. prof. uczelni Anna Erkiert-Polguj – Kierownik Oddziału Kosmetologii